# メイブルトン
メイブルトン（Mableton）は、アメリカ合衆国ジョージア州のコブ郡にある都市。人口は4万0834人（2020年）。アトランタの西に隣接している。

## 概要
2022年に法人化した若い市である。それまでは国勢調査指定地域（CDP）だった。ただし町としての歴史は古く、1881年に設置された鉄道駅を中心に発展してきた。1912年には町として法人化したが1916年に解散している。これは1916年の洪水で壊滅的被害を受け、郡庁が中心となって復興計画を進めることになったためである。
市の人口は増加傾向にあるため、ダウンタウンの再開発や交通インフラの整備が計画されている。市当局は貨物線の旅客化をノーフォーク・サザン鉄道に要望している。

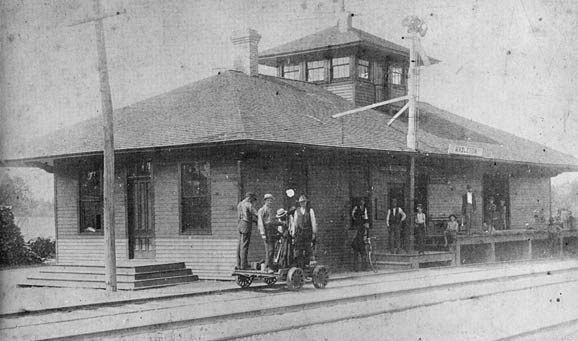
メイブルトン駅（1881年）